# Caso Andrés Sepúlveda
El caso Andrés Sepúlveda fue la supuesta obtención de información confidencial relacionada con dirigentes políticos y de guerrilleros de las FARC-EP y funcionarios del Gobierno de Colombia relacionados con los Diálogos de paz entre el gobierno Santos y las FARC-EP.

## Historia
Andrés Fernando Sepúlveda Ardila, es un colombiano que solo cuenta con estudios de bachillerato, pero que ha asesorado sobre redes sociales a diversas campañas políticas alrededor del mundo y de Colombia, siendo un colaborador de JJ Rendón. Fue asesor de la campaña de 2010 del expresidente Juan Manuel Santos y, al momento del escándalo, había sido contratado desde febrero de 2014 como asesor en redes de la campaña de Óscar Iván Zuluaga.
Sepúlveda fue capturado el 6 de mayo de 2014, en un operativo adelantado por agentes del CTI de la Fiscalía General de la Nación en su oficina ubicada en el norte de Bogotá, por haber traficado con información proveniente de las cuentas de miembros de las FARC-EP y negociadores de La Habana. Luego, se señalaría que Sepúlveda no realizó ningún hackeo, debido a que no contaba la formación para ello. La Fiscalía revelaría parte de la información recolectada, entre la cual habría fotografías que se enviaron desde y hacia correos de las FARC-EP, la dirección IP del Grupo Empresarial Palco (sede de las conversaciones en La Habana) y un informe de la Dipol, sobre el paro nacional agrario, fechado el 21 de noviembre de 2013, así como otra información de inteligencia militar que se encontró la Fiscalía General, utilizada por Andrés Sepúlveda enriquecimiento ilícito.
El 27 de mayo de 2014, una jueza de garantías formalizó la reclusión de Sepúlveda, pese a que la jueza reconoció que los elementos presentados estaban desestructurados y carecían de la fortaleza necesaria para sostener una privación de libertad.
El 17 de mayo, se publicaría un vídeo de la Revista Semana, que fue grabado por un extrabajador de la oficina de Sepúlveda, quien dijo haber contactado a la Fiscalía y esta le solicitó recaudar información sobre la oficina de Sepúlveda, aunque no se conoce la orden judicial que se requería para realizar estas grabaciones. En el video de la revista, aparece Sepúlveda mostrando un sitio web llamado dialogosavoces.com al candidato Óscar Iván Zuluaga y al asesor espiritual de la campaña Luis Alfonso Hoyos, sitio que contiene cierta información sobre el perfil militar de los negociadores de las FARC, aunque más tarde se reveló que la información del sitio web era secreta y se extrajo de una presentación militar. El diálogo en el video fue subtitulado por la revista, pero ciertos apartes de los subtítulos no coinciden con el audio del diálogo y, posteriormente, se reveló que el audio y las imágenes del video publicado por Semana fueron auténticos y luego la versión completa sin ediciones sería revelada por El Tiempo. Aun así, el Vicefiscal General de la Nación, Jorge Perdomo, compulsó copias a la Directora Nacional de Policías Judiciales para que investigara a un grupo de personas que denunciaron la edición del video de la Revista Semana.
Sepúlveda revelaría que intentó obtener información de las FARC-EP creando falsas identidades en Facebook y por correo, haciéndose pasar por simpatizantes del grupo guerrillero y contactandolos en sus redes sociales y al correo dialogosdepazfarcep@yahoo.com. Con este método, logró que fueran aceptadas sus solicitudes de amistad por parte del periodista ecuatoriano Dax Toscano y por el guerrillero Hermes Aguilar. A su vez, se reveló que Sepúlveda tenía información sobre una dirección IP del Palacio de Convenciones de La Habana donde se daban las conversaciones con las FARC-EP y también contaba con datos sobre números de funcionarios del Palacio de Convenciones y la dirección de este recinto.
El video fue señalado por parte de la campaña de Santos como una prueba de que Sepúlveda contaba con información secreta y esa información fue supuestamente conocida por la campaña de Zuluaga, su principal contendor.
Ya que la información que exponía Sepúlveda en los videos publicados no era secreta y él no contaba con la formación para interceptar a los entes del gobierno, a aviones de última tecnología de Estados Unidos o a las FARC-EP, la Fiscalía señalaría que en realidad Sepúlveda habría comprado un paquete de 20 correos electrónicos con sus respectivas claves de "gente en La Habana, que está en la mesa de negociación", información por la que solo pagó tres de los ocho millones que se le pidieron. A su vez, se le habría entregado una "base de datos desmovilizados de la guerrilla que obtuvo por un contacto conocido como Torres en el COA, unidad adscrita al Ministerio de Defensa". Para confirmar estos argumentos, se revelarían unos tres vídeos donde aparecen agentes de la Policía Metropolitana de Bogotá mostrando y entregando un arma a Sepúlveda y quien entregó un dinero a cambio.
Luego de la publicación de los videos, aparecería un hacker ecuatoriano llamado Daniel Agustín Bajaña Barragán que, desde 2010, había sido reclutado por organismos de inteligencia del Estado colombiano y en el pasado trabajó diseñando el sitio web de la Fiscalía, brindándoles capacitaciones en sistemas. Bajaña señalaría que trabajó apenas 20 días con Sepúlveda y diría que, supuestamente, interceptó el correo de Francisco Santos por orden de Sepúlveda, que, a su turno, recibía las órdenes de realizar las interceptaciones de un teléfono con el que se contactaban con altas autoridades castrenses. Por otro lado, los medios de comunicación revelarían fotos de un iPhone con una impresión que contendría claves y correos electrónicos de Francisco Santos, fechada a mediados del mes de mayo del 2013 y hasta el mes de febrero de 2014, tiempo en el cual Sepúlveda no trabajaba con Daniel Bajaña ni con la campaña de Zuluaga.
El 9 de junio, la jueza 10 de conocimiento dejó en libertad a Sepúlveda y anuló la imputación de cargos, ya que consideró que se presentaron fallas en la diligencia de imputación celebrada el 7 de mayo, puesto que la Fiscalía General no ofreció elementos materiales probatorios que permitieran inferir la necesidad de una medida de aseguramiento en contra del procesado. Al día siguiente, Sepúlveda sería recapturado por la Fiscalía, que imputó un nuevo delito de concierto para delinquir ante la jueza 73 de control de garantías y la Fiscalía General de la Nación le abrió investigación penal a la jueza 10 de conocimiento por prevaricato por acción.
El día 10 de abril de 2015, el Juzgado 22 Penal del Circuito condenó a Sepúlveda a 10 años de prisión en virtud de un preacuerdo que celebró con la Fiscalía. Los delitos aceptados  fueron concierto para delinquir, acceso abusivo a un sistema informático, violación de datos agravado, uso de software malicioso y espionaje. Finalmente, el 18 de diciembre de 2020 el Juzgado 22 Penal del Circuito de Bogotá, concedió a Sepúlveda la libertad condicional por haber cumplido las tres quintas partes de su condena.